# Hasselquistvägen

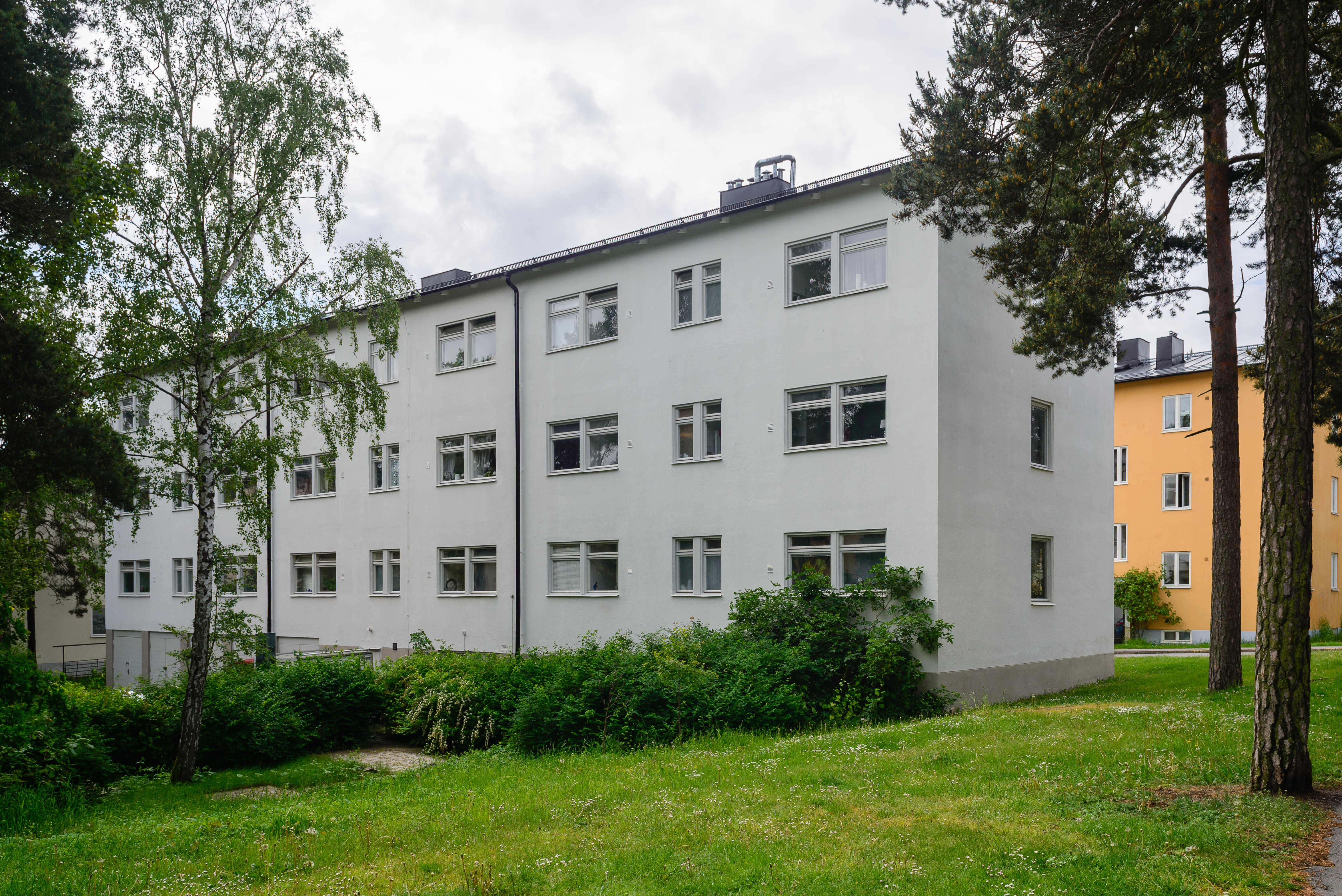
Polarforskaren 14 på Hasselquistvägen 23, 25.

Hasselquistvägen är en gata i Hammarbyhöjden i sydöstra Stockholm. Gatan är en smalhusstadsliknande väg med tidstypiska 1930- och 1940-tals hus och har postorten Johanneshov.
Gatan fick sitt namn 1936 efter naturforskaren och läkaren Fredrik Hasselquist.